# Francisco Elías de Tejada Spínola
Francisco Elías de Tejada y Spínola (Madrid, 1917 - Madrid, 18 de febrer de 1978) va ser catedràtic de Filosofia del Dret a diverses universitats i autor de centenars d'obres i articles sobre filosofia i història del dret, així com sobre les idees i ciències polítiques, representant del Tradicionalisme hispà i de l'iusnaturalisme europeu.

## Biografia
Des dels anys 1940 defensava el carlisme i va militar en la Comunió Tradicionalista lleial a Xavier de Borbó i Parma, però el 1962 es va distanciar de la seva direcció després d'un enfrontament amb el príncep Carles Hug de Borbó i Parma. L'any 1963 va participar en la fundació del Centre d'Estudis Històrics i Polítics "General Zumalacárregui", amb el qual com a president va desenvolupar nombroses activitats culturals i congressos sobre la història i la doctrina política tradicionalista. Va desenvolupar una concepció doctrinal del Carlisme com a continuació directa de la "Monarquia Catòlica" de "Les Espanyes", i indirecta de la Cristiandat medieval.
Després de la dissolució del règim franquista, s'apropà a Blas Piñar, per la qual cosa al maig de 1977 va presentar la seva candidatura al Senat per Sevilla a les files de l'Alianza Nacional del 18 de julio, retirant-la però a finals del mateix mes després de comprovar que l'aliança afirmava ser fidel al pensament de Franco, a qui Elías de Tejada considerava el pitjor enemic del carlisme juntament amb Maroto. El mateix any va ser un dels promotors del nou partit polític Comunió Catòlico-Monàrquica (1977), en el qual va exercir un important lideratge intel·lectual.
Amb relació a les afinitats dinàstiques d'Elías de Tejada, José Miguel Orts, històric dirigent de la Comunió Tradicionalista Carlista del Regne de València, ha manifestat que "el professor don Francisco Elías de Tejada (…) igual simpatitzava amb els Bragança que elaborava per la senyora Carmen Polo de Franco un al·legat sobre els presumptes drets del seu llavors net polític Don Alfons de Borbó i Dampierre". D'acord amb el testimoni d'Arturo Márquez de Prado, a finals dels anys 60 es va situar al costat de Sixte de Borbó. Segons Joaquín Cubero, el 1972 atacava Xavier de Borbó i Parma, per considerar-lo un esquerrà i proper a l'anarquisme.

## Citacions
| «                                                                                          | La ordenación constitucional de Cataluña alcanzó en el siglo XIV una modernidad que asombra y un sentido de respeto a la libertad humana que bien podemos anhelar en el siglo XX. [..] supo sacar desde las temáticas feudalistas los postulados de la libertad política, merced a corregir con tintes de mutualismo romano el juramento feudal, transformando la jerarquización férrea del derecho germánico en un diálogo entre jerarquías, en el cual el inferior no perdía su personalidad. | » |
| — Francisco Elías de Tejada, Las doctrinas políticas en la Cataluña Medieval, 1950, p. 269 | |   |

| «                                                                                  | Al menos hasta donde llegan mis noticias, la primera vez que en la península se utiliza el vocablo “nación” con valor moderno de cuerpo político separado y no de simple comunidad de ascendencia etnográfica, se hace con aplicación a Cataluña y por escritores catalanes. Con la particularidad altamente significativa de que este hallazgo de la acepción moderna de nación no es labor de cualquier pluma de escritor ajeno a la vida cotidiana ni al bullir de los sucesos, sino decir del lenguaje usual de parlamentos y palacios. | » |
| — Francisco Elías de Tejada, Historia del pensamiento político catalán, 1963, p.54 | |   |

## Obres
- En torno al concepto de nación, 1939
- Introducción al estudio de la ontología jurídica, 1942
- El racismo. Breve historia de sus doctrinas, 1944
- El hegelismo jurídico español, 1944
- Las doctrinas políticas en la Baja Edad Media inglesa, 1946
- Las Españas: formación histórica, tradiciones regionales, 1948
- La filosofía jurídica en la España actual, 1949
- Las doctrinas políticas en la Cataluña medieval, Barcellona 1950
- La causa diferenciadora de las comunidades políticas, 1953
- La Monarquia tradicional, Madrid, Biblioteca del Pensamiento Actual, 1954
- Historia del pensamiento político catalán, Sevilla 1963. Parte I: La Cataluña clásica (987-1479). Parte II: La Mallorca y la Menorca clásicas (1229-1479). Parte III: La Valencia clásica (1238-1479)
- Nápoles hispánico, 1964
- ¿Qué es el carlismo?, Esciler, Madrid 1971
- La tradición portuguesa. Los orígenes (1140-1521), Editorial Actas, Madrid 1999
- La monarchia tradizionale [prefaci de Pino Tosca], Edizioni Controcorrente, Arile 2001
- Europa, tradizione, libertà. Saggi di filosofia della politica [a cura de Giovanni Turco], Edizioni Scientifiche Italiane, 2005, pp.264
- Poder y libertad, Ediciones Scire, Madrid 2008, pp.103
- Derecho politico, Ediciones Jurídicas y Sociales, Madrid 2008, pp.143